# Lotta greco-romana ai Giochi della XX Olimpiade - Pesi leggeri
La competizione della categoria pesi leggeri (fino a 68 kg) di lotta greco-romana dei Giochi della XX Olimpiade si è svolta dal 5 al 10 settembre 1972 al Wrestling-Judo Hall di Monaco di Baviera.

## Formato
Ad ogni incontro venivano assegnate le seguenti penalità:
| In caso di vittoria | In caso di vittoria     | In caso di pareggio | In caso di pareggio | In caso di sconfitta | In caso di sconfitta              |
| ------------------- | ----------------------- | ------------------- | ------------------- | -------------------- | --------------------------------- |
| 0                   | Per schienata, ritiro   | 2                   |                     | 3                    | Ai punti                          |
| 0,5                 | Per superiorità tecnica | 2,5                 | con passività       | 3,5                  | Per superiorità tecnica           |
| 1                   | Ai punti                | -                   | -                   | 4                    | Per schienata, ritiro, squalifica |

Con sei penalità o più il lottatore veniva eliminato. Quando rimanevano solo due o tre lottatori, si disputava un turno finale per determinare l'ordine delle medaglie.

## Risultati
| Legenda                                  | Legenda |
| ---------------------------------------- | ------- |
| Lottatore con 6 penalità o più Eliminato |         |

### 1º Turno
Si è disputato il 5 settembre
| Vincitore     | Pen. | Risultato  | Sconfitto   | Pen. |
| ------------- | ---- | ---------- | ----------- | ---- |
| Apostolov     | 1    | Ai Punti   | Lavonen     | 3    |
| Dalirian      | 1    | Ai Punti   | Nakos       | 3    |
| Popescu       | 4    | [ 1 ]      | Supron      | 4    |
| Khisamutdinov | 0    | Schienata  | Gaber       | 4    |
| Hışırlı       | 0    | Schienata  | Brötzner    | 4    |
| Ranzi         | 0    | Schienata  | Buzzard     | 4    |
| Rhyn          | 0    | Schienata  | Sørensen    | 4    |
| Tanoue        | 0    | Schienata  | Bahamou     | 4    |
| Steer         | 0    | Schienata  | Bremauntz   | 4    |
| Damjanović    | 2,5  | = Parità = | Schöndorfer | 2,5  |
| Juhl Weirum   | 1    | Ai Punti   | Djan        | 3    |
| Göpfert       | 0    | Esentato   |             |      |

### 2º Turno
Si è disputato il 7 settembre
| Vincitore     | Pen. | Risultato   | Sconfitto   | Pen. |
| ------------- | ---- | ----------- | ----------- | ---- |
| Göpfert       | 4    | [ 1 ]       | Lavonen     | 7    |
| Apostolov     | 1    | Schienata   | Dalirian    | 5    |
| Supron        | 4    | Schienata   | Nakos       | 7    |
| Khisamutdinov | 0    | Schienata   | Popescu     | 8    |
| Hışırlı       | 0    | Schienata   | Buzzard     | 8    |
| Ranzi         | 0,5  | Superiorità | Brötzner    | 7,5  |
| Tanoue        | 0    | Schienata   | Rhyn        | 4    |
| Bahamou       | 4    | Schienata   | Sørensen    | 8    |
| Damjanović    | 3,5  | Ai Punti    | Steer       | 3    |
| Djan          | 3    | Schienata   | Bremauntz   | 8    |
| Schöndorfer   | 2,5  | Schienata   | Juhl Weirum | 5    |
| Gaber         |      | Ritirato    |             |      |

### 3º Turno
Si è disputato il 8 settembre
| Vincitore     | Pen. | Risultato | Sconfitto | Pen. |
| ------------- | ---- | --------- | --------- | ---- |
| Apostolov     | 1    | Schienata | Göpfert   | 8    |
| Supron        | 4    | Schienata | Dalirian  | 9    |
| Khisamutdinov | 1    | Ai Punti  | Hışırlı   | 3    |
| Ranzi         | 0,5  | Schienata | Rhyn      | 8    |
| Steer         | 4    | Ai Punti  | Tanoue    | 3    |
| Damjanović    | 3,5  | Schienata | Bahamou   | 8    |
| Schöndorfer   | 2,5  | Schienata | Djan      | 7    |
| Juhl Weirum   | 5    | Esentato  |           |      |

### 4º Turno
Si è disputato il 9 settembre
| Vincitore     | Pen. | Risultato  | Sconfitto   | Pen. |
| ------------- | ---- | ---------- | ----------- | ---- |
| Apostolov     | 1    | Schienata  | Juhl Weirum | 9    |
| Khisamutdinov | 1    | Schienata  | Supron      | 8    |
| Ranzi         | 1,5  | Ai Punti   | Hışırlı     | 6    |
| Tanoue        | 3    | Schienata  | Damjanović  | 7,5  |
| Schöndorfer   | 4,5  | = Parità = | Steer       | 6    |

### 5º Turno
Si è disputato il 9 settembre
| Vincitore     | Pen. | Risultato | Sconfitto | Pen. |
| ------------- | ---- | --------- | --------- | ---- |
| Khisamutdinov | 2    | Ai Punti  | Apostolov | 4    |
| Ranzi         | 2,5  | Ai Punti  | Tanoue    | 6    |
| Schöndorfer   | 4,5  | Esentato  |           |      |

### Turno finale
Si è disputato il 10 settembre
| Vincitore     | Pen. | Risultato | Sconfitto   | Pen. |
| ------------- | ---- | --------- | ----------- | ---- |
| Apostolov     | 5    | Ai Punti  | Schöndorfer | 7,5  |
| Khisamutdinov | 3    | Ai Punti  | Ranzi       | 5,5  |

## Classifica finale
| Pos.    | Atleta               | Nazione          |
| ------- | -------------------- | ---------------- |
| Oro     | Šamil' Chisamutdinov | Unione Sovietica |
| Argento | Stojan Apostolov     | Bulgaria         |
| Bronzo  | Gian Matteo Ranzi    | Italia           |
| 4       | Manfred Schöndorfer  | Germania Ovest   |
| 5       | Takashi Tanoue       | Giappone         |
| 6       | Antal Steer          | Ungheria         |
| 6       | Seyyit Hışırlı       | Turchia          |
| 7       | Andrzej Supron       | Polonia          |
| 8       | Sreten Damjanović    | Jugoslavia       |
| 9       | Tage Juhl Weirum     | Danimarca        |
| 10      | Djan-Aka Djan        | Afghanistan      |
| 11      | Mohamed Bahamou      | Marocco          |
| 11      | Klaus-Peter Göpfert  | Germania Est     |
| 11      | Heinz Rhyn           | Svizzera         |
| 14      | Mohammad Dalirian    | Iran             |
| 15      | Veikko Lavonen       | Finlandia        |
| 15      | Sotirios Nakos       | Grecia           |
| 17      | Josef Brötzner       | Austria          |
| 18      | Ole Sørensen         | Canada           |
| 18      | Alberto Bremauntz    | Messico          |
| 18      | Simion Popescu       | Romania          |
| 18      | Bob Buzzard          | Stati Uniti      |
| 22      | Mohamed Gaber        | Egitto           |